# Wit camarillopaard

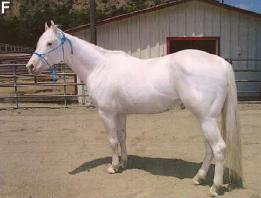
witte camarillo

Het wit camarillopaard (Engels: Camarillo White horse) is een zeldzaam paardenras uit de Verenigde Staten dat bekendstaat om zijn zuiver witte kleur. De geschiedenis van dit ras begon in 1921 toen Adolfo Camarillo, een van de laatste Californio's, een negenjarige witte hengst kocht genaamd Sultan. Deze kocht hij op de landelijke paardenmarkt in Sacramento, Californië. De familie Camarillo fokte en veredelde deze witte paarden exclusief binnen de familie tot 1987 toen Adolfo Camarillo's dochter Carmen overleed. In 1992 werd een open stamboek opgericht om het ras te behouden.

## Raskenmerken
De witte camarillo staat bekend om zijn zuiver witte kleur met goed herkenbare roze huid onder de witte vacht. In het algemeen wordt een schimmel dat eigenlijk een 'grijs' paard is, donker geboren en wordt daarna lichter naarmate hij ouder wordt. De witte Camarillo wordt wit geboren en blijft ook wit.
Dit ras is niet alleen een echt ras vanwege de vachtkleur maar ook vanwege andere fysieke kenmerken, bijvoorbeeld het fijne en compacte exterieur. De paarden hebben sterke ledematen, een expressief hoofd, grote ogen, een duidelijke schoft, aflopende schouders en een mooi gebogen hals.
Een zuiver witte kleur is in vele gevallen zeer moeilijk te verkrijgen. Volgens bepaalde statistieken is er steeds ten hoogste vijftig procent kans dat er een wit veulen geboren wordt, ongeacht de kleur van de ouders. Dit komt doordat het witte gen wordt gegeven door het "W" gen. Het is een dominant gen, maar het is dodelijk als het een homozygoot gen is (WW), dan zal het veulen sterven in de baarmoeder. Dit betekent dat alle puur witte paarden heterozygoot zijn voor dit gen (Ww). Als men een wit paard (Ww) met een "niet" wit paard (ww) kruist, is er vijftig procent kans dat er een wit veulen geboren wordt en vijftig procent kans op een andere kleur.
Wanneer men twee puur witte paarden kruist, is er 50 procent kans dat er ook een zuiver wit veulen uit komt (Ww). Echter is er 25 procent kans dat er een andere kleur uit komt (ww) en 25-procent kans dat het veulentje dood geboren zal worden (WW). Het W gen is dominant, als een paard dit gen draagt zal het wit zijn en meestal, als het dier niet wit is, zal het W gen ook niet aanwezig zijn. Als men dit dier kruist met een ander paard die ook niet wit is, zal men nooit witte veulens krijgen. Fokkers van puur witte paarden kruisen ze meestal met paarden van een andere kleur, omdat de kans gelijk is als wanneer men zou laten paren met een puur wit paard maar men heeft zo aanzienlijk minder kans op een doodgeboren veulen. Al met al draagt het ras een variatie aan genen in zich, maar niet de genen die geacht worden verantwoordelijk te zijn voor het Lethal White Syndrome.

## Rasgeschiedenis
Alle witte camarillo's zijn terug te voeren op de hengst Sultan, een Spaanse Mustang geboren in 1912. Camarillo beschreef hem later als 'de Droomhengst'. Camarillo vond Sultan in 1921 op de landelijke paardenmarkt in Sacramento, Californië, waar deze werd getoond door de veefokkers Miller en Lux. Camarillo kocht de hengst en won er prijzen mee op paardenshows in heel Californië.
Camarillo kruiste zijn mustang Sultan op zijn 'Rancho Calleguas' met Morgan-merries. Hiermee fokte hij een lijn die 65 jaar exclusief binnen de familie Camarillo gehouden werd. Toen Adolfo Camarillo in 1958 stierf, nam zijn dochter Carmen het over. Ze bleef tot haar overlijden in 1987 de paarden presenteren op parades en evenementen tot groot plezier van de mensen in Ventura County. Nadien werden, volgens haar testament, de dieren geveild, waarmee de traditie van het exclusief familiebezit van deze dieren ten einde kwam.
In 1989 besloten vijf paardenliefhebbers de dieren weer voor shows bijeen te brengen. In 1991 waren er nog slechts elf paarden over en men besefte dat het ras al snel zou kunnen uitsterven. Men besloot een vereniging op te richten. In 1992 werd het stamboek de Camarillo White Horse Association geopend. Om inteelt te voorkomen werkt het stamboek met een open registratie. De voorwaarde is dat minstens één van de ouders een afstammeling is van de witte camarillo's. De andere ouder mag van diverse andere rassen zijn, waaronder andalusiërs en Amerikaanse dravers. Er werd ook een aparte stamboeklijst opgezet voor de niet-witte nakomelingen. Het aantal was in 2010, met twintig getelde exemplaren, nog steeds zeer laag.

## Bekendheid
In de jaren 1930 en daarna werden de witte camarillo's door showwerk bekend in het hele kustgebied van Californië. Ze werden onder andere bekend door deel te nemen aan de Tournament of the Roses-optocht en ze liepen voorop in de parade tijdens de opening van de San Francisco-Oakland Bay brug in 1936.
Ze zijn het officiële paard van de stad Camarillo. Deze stad ontstond rondom de ranch van de broers Adolfo en Juan Camarillo Jr. en werd naar hen genoemd.
Witte camarillo's hebben sinds 1924 deelgenomen aan vele optochten in Santa Barbara. Een aantal bekende mensen hebben op een witte camarillo gereden, waaronder (toen nog gouverneur) Ronald Reagan, John Mott (die in 1946 de Nobelprijs voor de Vrede ontving), Leo Carrillo (een filmster) en Steven Ford (zoon van president Gerald Ford).